# Ciepło skojarzone
Ciepło skojarzone – ciepło, które powstaje na skutek jednoczesnego wytwarzania ciepła i energii elektrycznej w elektrociepłowni. 
Aby zaszła możliwość dokonania stosownych przemian energetycznych urządzenia energetyczne służące do wytwarzania obydwóch rodzajów energii tworzą układ skojarzony. Ciepło skojarzone jest dostarczane do odbiorców poprzez sieci ciepłownicze i dlatego nazywane jest ciepłem sieciowym. Odbiorcy komunalni otrzymują zwykle ciepło sieciowe w gorącej wodzie, której temperatura w zimie wzrasta do 130–150 °C w zależności od temperatury zewnętrznej, a w lecie wynosi ok. 70 °C. Odbiorcy przemysłowi mogą natomiast pobierać ciepło do celów technologicznych w parze o ciśnieniu 0,5-1,5 MPa.
Istnieje również możliwość wytwarzania chłodu przez ciepło sieciowe. Służą do tego agregaty chłodnicze zasilane ciepłą wodą. W ten sposób w jednym procesie technologicznym można wytwarzać trzy skojarzone ze sobą rodzaje energii: 
- energię elektryczną,
- ciepło,
- chłód.

Zaletą układów skojarzonych jest wysoka efektywność ekonomiczna oraz zdolność do spełniania w większym stopniu stale rosnących wymagań z zakresu ochrony środowiska naturalnego w porównaniu z układami rozdzielonymi.